# Nuoto in acque libere ai campionati mondiali di nuoto 2015 - 10 km femminili
La gara dei 10 km in acque libere femminile si è svolta la mattina del 28 luglio 2015 e vi hanno preso parte 57 atlete, provenienti da 36 diverse nazioni. La gara, svoltasi nella acque del fiume Kazanka, è iniziata alle 12:00 ora locale ed è termina un'ora e venti circa dopo.
Inoltre, le prime dieci classificate si sono qualificate alle olimpiadi di Rio de Janeiro del successivo anno.

## Medaglie
| Posizione | Atleta                | Nazionalità |
| --------- | --------------------- | ----------- |
| Oro       | Aurélie Muller        | Francia     |
| Argento   | Sharon van Rouwendaal | Paesi Bassi |
| Bronzo    | Ana Marcela Cunha     | Brasile     |

## Risultati
| Posizione | Atleta                | Nazionalità   | Tempo     |
| --------- | --------------------- | ------------- | --------- |
|           | Aurélie Muller        | Francia       | 1h58'04"3 |
|           | Sharon van Rouwendaal | Paesi Bassi   | 1h58'06"7 |
|           | Ana Marcela Cunha     | Brasile       | 1h58'26"5 |
| 4         | Rachele Bruni         | Italia        | 1h58'27"9 |
| 5         | Anastasiia Krapivina  | Russia        | 1h58'28"6 |
| 6         | Poliana Okimoto       | Brasile       | 1h58'28"8 |
| 7         | Isabelle Härle        | Germania      | 1h58'30"0 |
| 8         | Kalliopi Araouzou     | Grecia        | 1h58'30"6 |
| 9         | Haley Anderson        | Stati Uniti   | 1h58'35"9 |
| 10        | Éva Risztov           | Ungheria      | 1h58'36"4 |
| 11        | Anna Olasz            | Ungheria      | 1h58'40"0 |
| 12        | Samantha Arévalo      | Ecuador       | 1h58'46"9 |
| 13        | Chelsea Gubecka       | Australia     | 1h58'51"3 |
| 14        | Becca Mann            | Stati Uniti   | 1h58'51"9 |
| 15        | Keri-Anne Payne       | Regno Unito   | 1h58'53"6 |
| 16        | Coralie Codevelle     | Francia       | 1h58'53"8 |
| 17        | Cecilia Biagioli      | Argentina     | 1h58'55"7 |
| 18        | Shi Yu                | Cina          | 1h59'28"6 |
| 19        | Michelle Weber        | Sudafrica     | 1h59'28"7 |
| 20        | Kareena Lee           | Australia     | 1h59'32"8 |
| 21        | Erika Villaécija      | Spagna        | 1h59'33"8 |
| 22        | Aurora Ponselé        | Italia        | 1h59'33"9 |
| 23        | Angela Maurer         | Germania      | 1h59'35"5 |
| 24        | María Vilas           | Spagna        | 1h59'38"2 |
| 25        | Špela Perše           | Slovenia      | 1h59'38"3 |
| 26        | Yan Siyu              | Cina          | 1h59'39"9 |
| 27        | Samantha Harding      | Canada        | 1h59'47"1 |
| 28        | Yumi Kida             | Giappone      | 2h00'01"8 |
| 29        | Zaira Cardenas        | Messico       | 2h00'07"9 |
| 30        | Alena Benešová        | Rep. Ceca     | 2h00'12"4 |
| 31        | Montserrat Ortuño     | Messico       | 2h00'12"8 |
| 32        | Julia Arino           | Argentina     | 2h00'31"2 |
| 33        | Heidi Gan             | Malaysia      | 2h00'34"4 |
| 34        | Jade Dusablon         | Canada        | 2h00'35"0 |
| 35        | Danielle Huskisson    | Regno Unito   | 2h00'57"3 |
| 36        | Nataly Caldas         | Ecuador       | 2h01'05"8 |
| 27        | Marianna Lymperta     | Grecia        | 2h01'08"5 |
| 38        | Angelica María        | Portogallo    | 2h01'40"4 |
| 39        | Paola Pérez           | Venezuela     | 2h05'31"5 |
| 40        | Anastasiia Azarova    | Russia        | 2h05'59"4 |
| 41        | Carmen Le Roux        | Sudafrica     | 2h06'37"5 |
| 42        | Liliana Hernández     | Venezuela     | 2h07'13"0 |
| 43        | Reem Kaseem           | Egitto        | 2h09'22"3 |
| 44        | Fatima Flores         | El Salvador   | 2h12'38"9 |
| 45        | Charlotte Webby       | Nuova Zelanda | 2h12'41"7 |
| 46        | Cindy Toscano         | Guatemala     | 2h16'15"8 |
| 47        | Xeniya Romanchuk      | Kazakistan    | 2h16'23"8 |
| 48        | Lok Hoi Man           | Hong Kong     | 2h20'13"2 |
| 49        | Angelica Astorga      | Costa Rica    | 2h20'39"4 |
| 50        | Mariya Ivanova        | Kazakistan    | 2h20'44"9 |
| 51        | Kwok Cho Yiu          | Hong Kong     | 2h22'19"9 |
| -         | Alondra Castillo      | Bolivia       | OTL       |
| -         | Mariam Sakr           | Egitto        | OTL       |
| -         | Nikita Prabhu         | India         | DNF       |
| -         | Karla Šitić           | Croazia       | DNF       |
| -         | Ressa Dewi            | Indonesia     | DNS       |
| -         | Ellen Olsson          | Svezia        | DNS       |